# Tužka na obočí
Tužka na obočí je druh kosmetického doplňku, který se využívá pro zvýraznění obočí respektive ke ztmavení obočí. Jako materiál nanášený na kůži se používá směs vosků a barviva, který by měl být dostatečně jemný, aby nepoškrabal kůži během nanášení.
Používání tužky na obočí se dočkalo velkého rozmachu ve 20. letech 20. století, což bylo dáno tím, že se jako materiál na její výrobu začal používat palmový olej, který ji dostatečně změkčil a umožnil snazší klouzání po kůži.